# Inkovski cestni sistem
Inkovski cestni sistem (Qhapaq Ñan) je trgovsko in obrambno omrežje cest, ki obsega 30.000 kilometrov. Inki so ga gradili več stoletij in deloma temelji na predinkovski infrastrukturi. To izredno omrežje poteka preko enega najbolj ekstremnih geografskih terenov na svetu in povezuje zasnežene vrhove Andov na nadmorski višini več kot 6000 m z obalo Tihega oceana, skozi vroč deževni gozd, rodovitne doline in absolutne puščave. Svoj največji obseg je sistem dosegel v 15. stoletju, ko se je razširil po vsej dolžini in širini Andov. Spomenik Qhapaq Ñan vključuje 273 lokacij na razdalji več kot 6000 kilometrov, ki so bile izbrane za poudarjanje družbenih, političnih, arhitekturnih in inženirskih dosežkov omrežja, skupaj s pripadajočo infrastrukturo za trgovino, nastanitev in skladiščenje, kakor tudi njegovega verskega pomena.
Mreža je temeljila na dveh cestah sever-jug s številnimi kraki. Danes najbolj znan del cestnega sistema je Inca Trail do Machu Picchuja. Del cestnega omrežja je bil zgrajen na osnovi kultur, ki so živele na tem prostoru pred Inkovskim imperijem, zlasti kulture Wari. V času španskega kolonialnega obdobja so deli cestnega sistema dobili status El Camino Real (kraljeva cesta).
Ta dragocena arheološka dediščina je še vedno prisotna, čeprav ji grozi propad. UNESCO, IUCN in Conservation International imajo posebno nalogo zaščite skupaj s šestimi državami, skozi katere vodi.
Vzdolž cest se nahajajo številna arheološka najdišča, od katerih so nekatera samostojno na seznamu Unescove svetovne dediščine. To so Ingapirca v Ekvadorju, Cusco in Sveta dolina v Peruju, Tiwanaku v Boliviji in Quilmes v Argentini, kot tudi drugi manjši kraji, kot je Huánuco Pampa v Peruju, ki so izrazito ranljivi.
Cesta povezuje 15.100 ekosistemov Južne Amerike, od katerih so perujski Yungas, Suhi gozd Maranon, čilski Mattoral in Zimski deževni gozd ogroženi. Poteka tudi skozi nekaj zadnjih zatočišč andskega medveda očalarja, andskega kondorja in vikunje. Poleg tega je cesta skozi Ande razvodje med dolinama in obalo.
Qhapaq Ñan prečka številna ozemlja avtohtonih prebivalcev z ohranjeno preteklo kulturo. Projekt Inca Naani v Peruju je zaslužen za oživitev tradicije in ustnega izročila.
Danes je vidnih le še okoli 25 odstotkov mreže, ostalo je bilo uničeno zaradi nevzdrževanja ali zaradi izgradnje sodobne infrastrukture.

## Glavne smeri
Vzhodna smer teče visoko po travnati pokrajini puna in gorskih dolinah iz Quita v Ekvadorju do Mendoze v Argentini. Zahodna smer sledi obalnim ravnicam in ne vključuje obalne puščave, kjer zajame predgorje. Več kot dvajset smeri poteka v zahodnih Kordiljerah, druge prečkajo vzhodne Kordiljere. Nekatere od teh cest dosežejo nadmorsko višino več kot 5000 metrov. Steze so povezovale regije Inkovskega imperija od severnega pokrajinskega glavnega mesta Quita do Čila na jugu. 
Cestni sistem je omogočal dostop do več kot 3.000.000 kvadratnih kilometrov ozemlja. Nahaja se na povprečni višini med 500 do 800 m, lahko doseže 20 metrov v širino in povezuje poseljena območja, upravne centre, kmetijske in rudarske cone kot tudi ceremonialna središča in svete kraje. Čeprav so se inkovske ceste močno razlikovale po obsegu, gradnji in videzu, so bile večinoma široke med približno 1 do 4 metrov.
Velik del sistema je bil rezultat uveljavljanja izključne pravice Inkov nad številnimi tradicionalnimi potmi, od katerih so bile nekatere zgrajene stoletja prej, predvsem v času imperija Wari. Zgrajeni na novo ali bistveno nadgrajeni so bili številni odseki, na primer skozi čilsko puščavo Atacama in po zahodnem robu jezera Titicaca. Inki so razvil tehnike za premagovanje težavnega ozemlja v Andih. Na strmih pobočjih so zgradili kamnite stopnice, v puščavskih območjih v bližini obale pa nizke zidove, ki so zadrževali pesek, ki se je pomikal čez cesto.  Qhapaq Ñan (Velika inkovska cesta ali Glavna andska cesta, dobesedno »lepa cesta«) je predstavljala glavno prometno povezavo sever-jug v Inkovskem imperiju in je potekala 6.000 kilometrov vzdolž hrbtenice Andov.
Qhapaq Ñan je poenotila ta neizmeren in heterogen imperij skozi dobro organiziran sistem oblasti. To je omogočalo Inkom nadzorovati svoje ozemlje in pošiljati vojake po potrebi iz glavnega mesta Cusco.
Najpomembnejša Inkovska cesta je bila El Camino Real (kraljeva cesta), kot je znana v španščini, z dolžino 5200 kilometrov. Začela se je v Quitu v Ekvadorju, potekala skozi Cusco in se končala v današnjem Tucumánu v Argentini. El Camino Real vodi čez gorovja Andov z najvišjo nadmorsko višino več kot 5000 m. El Camino de la Costa (obalna pot) je tekla vzporedno z morjem v dolžini 4000 kilometrov in je bila povezana s Caminom Real preko številnih manjših poti.

## Nameni ceste
Inki so uporabljali sistem v cestnem prometu za različne namene. Ne samo, da je cesta preprosto zagotavljala možnost premikanja za ljudi, ki so potovali skozi imperij, cesta je bila na voljo tudi za vojaške in verske namene.

### Transport
Inki so uporabljali dva glavna tipa prevoza po cestah. Uporabljali so chasqui (tekače) za posredovanje sporočil po celotnem imperiju in lame ali alpake za transport blaga.
Chasqui so bili znani kot tekači imperija; na dan so lahko so pretekli do 240 kilometrov. Chasquis so bili odgovorni za zagotavljanje vsega, od novic do lahkega blaga, kot so ribe. Tampu (tudi tambu, tampo) ali cestna postajališča so uporabljali kot počivališča na svojih poteh. To so bili stanovanjski objekti ob cesti, kjer je bila na voljo voda, oskrba in zavetje. Razpolagali so tudi s potrebščinami za vojake, namenjene v boj.
Lame in alpake so uporabljali za prenos tovorov. Ker so lahke živali, ne morejo prenašati težjega tovora, vendar so zelo okretne. Pri transportu velikih količin blaga čez imperij je bilo bolj učinkovito, če so Inki uporabljali črede lam in alpak, ki so imele več pastirjev.

### Trgovina
Ceste, poti in mostovi so bili bistvenega pomena za politično kohezijo Inkovske države in prerazporeditev blaga znotraj nje. Vsa sredstva v imperiju so bila last vladajoče elite. Prerazdelitev tega blaga je bila znana kot vertikalni arhipelag. Ta sistem je bil podlaga za trgovino po vsem imperiju.  Različni deli imperija so imeli različne vire. Ceste so bile uporabljene za pošiljanje sredstev za druge dele imperija, kjer jih niso imeli. To je eden od razlogov, zakaj je bil imperij tako močan: na voljo niso imeli le množice dobrin in naravnih bogastev, ampak tudi izdelan sistem za njihovo distribucijo. 

### Vojska
Ceste so bile enostavne, zanesljive in hitre proge za civilne in vojaške komunikacije imperija, gibanje osebja in logistično podporo. Prvi uporabniki so bili imperialni vojaki, nosači in karavane lam, skupaj s plemstvom in posamezniki na uradni dolžnosti. Da bi lahko drugi hodili po cestah, so potrebovali predhodno dovoljenje, zaračunavali so cestnine in na nekaterih mostovih mostnine.
Qollcas (kečuanščinaQullqa - skladišče) je uporabljala vojska in so se nahajali ob cestah. Qollcas so bile hiše za dolgoročno shranjevanje živil v primeru konfliktov ali pomanjkanja v inkovskega imperiju. Zgrajeni so bili iz vulkanskih kamnin v krožni obliki, premera okoli ali nekaj več kot 30 metrov in skoraj 10 metrov visoki, s stožčasto slamnato streho. Shranjevali so predvsem žita in koruzo, ki so imela dolg rok trajanja. Za ponazoritev obsega shranjenih zalog: objekt na Huánuco Pampa je meril kar 37.100 kubičnih metrov in bi lahko oskrboval med dvanajst do petnajst tisoč ljudi.

### Religija
Mnogo energetskih zalog ob cesti je bilo namenjenih v obredne namene. V Inkovski družbi so bile gore predmeti čaščenja. Inki so imeli veliko ritualov, vključno z žrtvovanjem otrok, blaga in lam na vrhovih gora. Edini način, da bi dosegli vrhove gora za čaščenje, je bila izgradnja cest. Ena od njih je pot na goro Chañi, ki se je začela ob morju in potekala do višine skoraj šest tisoč metrov. Poleg tega, da so bila na visoki nadmorski višini svetišča, so bili tudi številni sveti kraji, imenovani wak'a, ki so bili del sistema Zeq'e ob cestah in v njihovi bližini. Ta svetišča so bila bodisi naravna ali modificirana značilnost krajine, kot tudi stavbe, kjer bi Inki lahko opravili čaščenje.

### Mostovi
Za premostitev vodotokov so uporabljali različne načine. Poznali so več vrst mostov, ki so se uporabljali v celotnem sistemu cestnega prometa. Nekateri mostovi so bili narejeni iz preprostih hlodov, medtem ko so bili drugi zgrajeni iz kamna ali plavajoče trstike v visokogorskih močvirjih. Za prehod preko ozkih dolin so bili na voljo tudi inkovski viseči vrvni mostovi. Za prečkanje meandriranih rek so uporabljali splave. Most čez reko Apurímac zahodno od Cuzca ima razpon 45 metrov. Soteske so včasih prečkale viseče košare ali oroya, ki lahko premoščale razdalje več kot 50 metrov. Mostovi so bili včasih zgrajeni v parih.
Ena od težav pri gradnji mostov je bil les, ki so ga občasno morali prenesti na zelo velike razdalje. V krajih, kjer ni bilo lesa, so mostove zgradili iz vrvi, narejenih iz slame in trave. Če so bili mostovi narejen iz vrvi, jih je bilo treba zamenjati približno na dve leti, leseni mostovi pa so vzdržali približno osem let. Kamniti mostovi so bili sodeč po ostankih zidani brez malte.